# Albert Praun
Albert Praun, nemški general, * 11. december 1894, † 3. marec 1975.